# Hummus

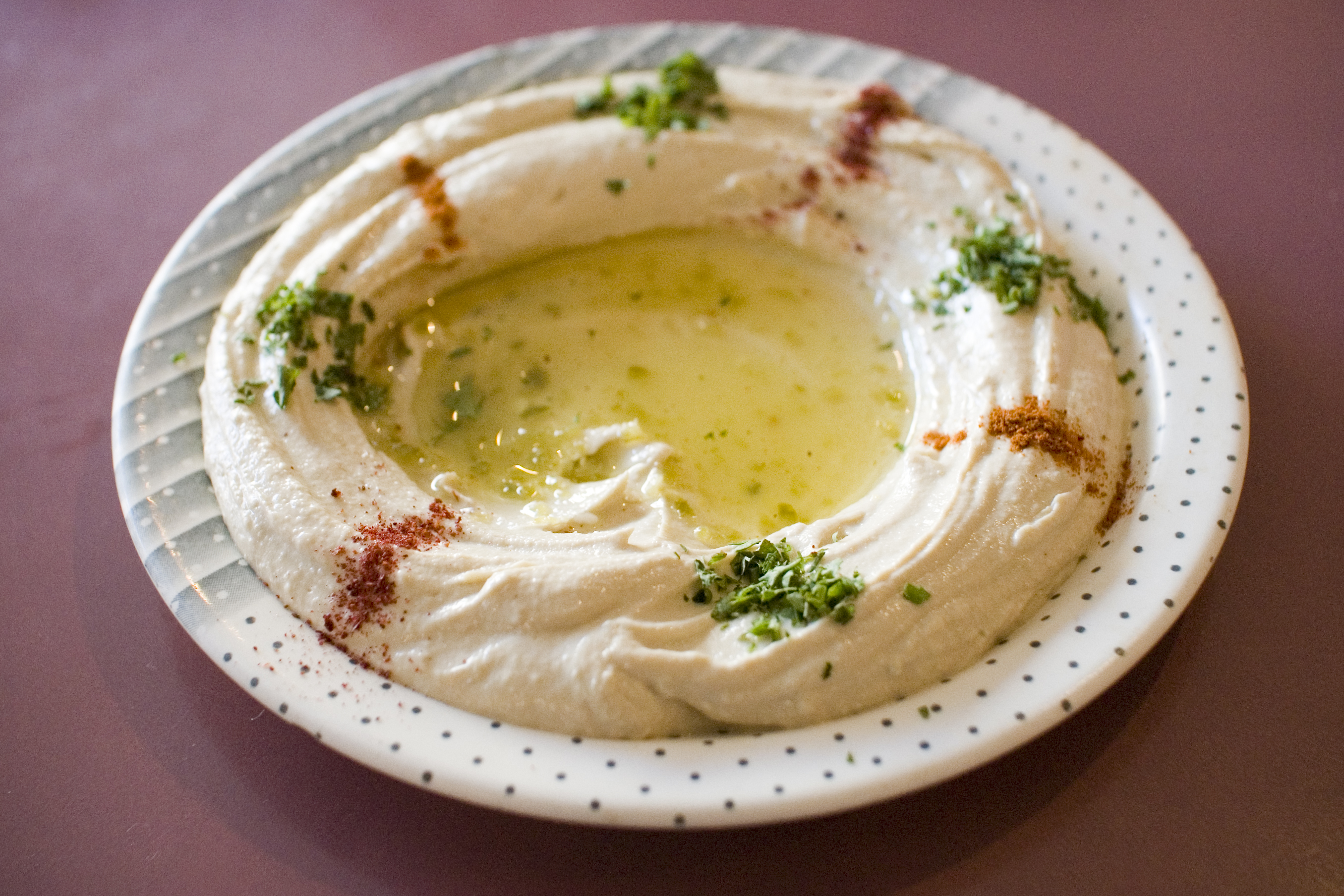
Hummus con aceite y zumo de limón

El hummus bi tahina (lit. ‘garbanzos en tahina’), frecuentemente simplificado a hummus (pronúnciese /'ħummusˤ/; حمص بطحينة; en hebreo: חומוס‎; en griego: Χούμους) es una crema de garbanzos cocidos con zumo de limón, que incluye pasta de tahina (semillas de sésamo molidas, con agua, jugo de limón y sal) y aceite de oliva, que según la variante local puede llevar además otros ingredientes como ajos o pimentón (generalmente vertido al servirse). Es un plato muy popular a lo largo y ancho de todo Oriente Medio, incluidos también Líbano, Israel, Palestina, Grecia, Siria, Armenia, Chipre y Turquía, aunque el hummus que se consume en Grecia es bastante distinto del que se encuentra en el mundo árabe y en Israel.

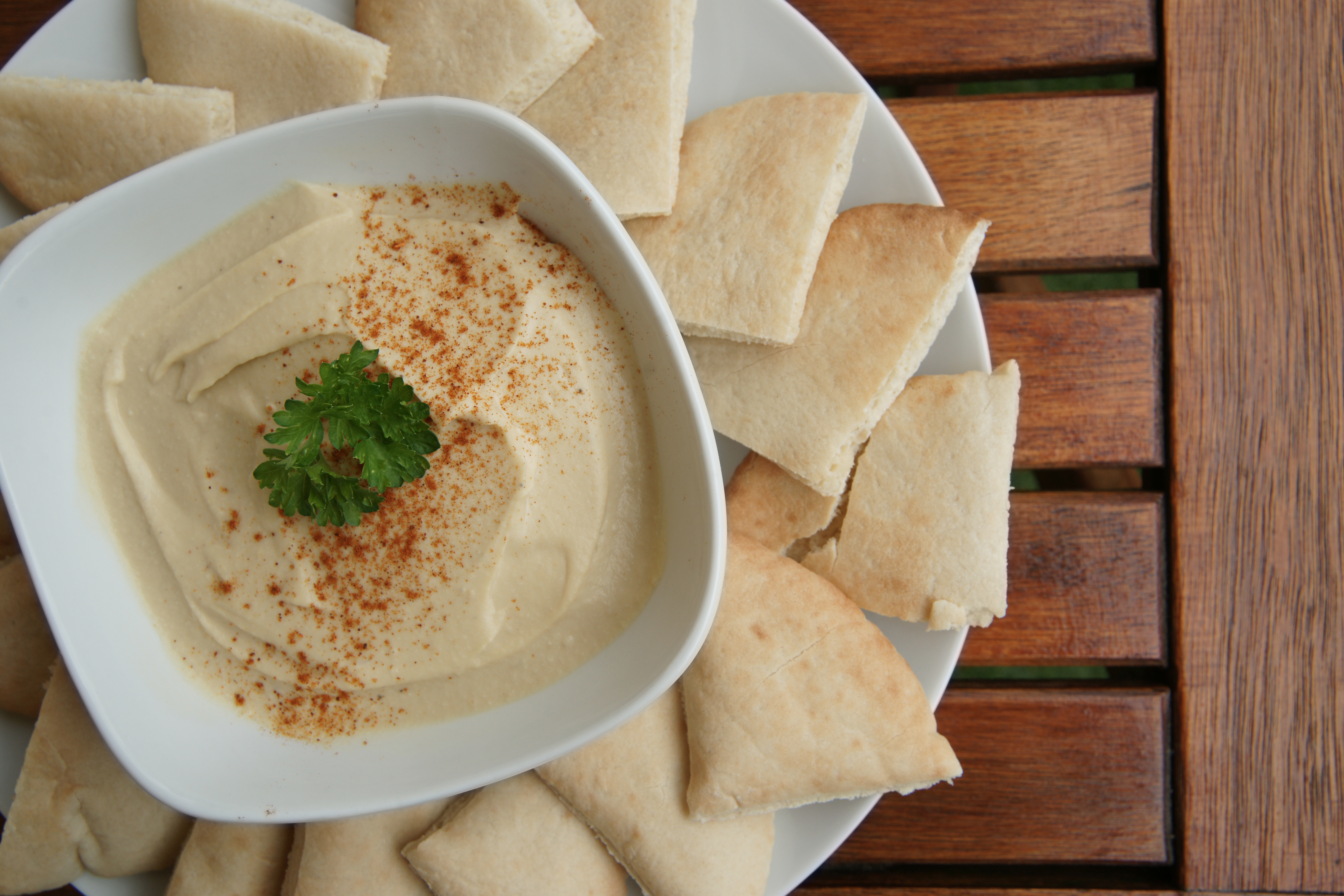
Hummus con pan de pita

El hummus parece tener como origen el Antiguo Egipto y su preparación era muy diferente a la actual, servida en porciones pequeñas sobre una pieza de pan de pita. En Palestina se prepara una variante del hummus bi tahina llamada msabbaha.

## Etimología
En árabe, hummus significa simplemente 'garbanzos'. En el mundo árabe el nombre común para este plato es حُمُّص بطحينة‎ (ḥummuṣ bi ṭaḥīna) es decir, garbanzos con pasta de sésamo, o musabbaha. Internacionalmente se conoce con la forma simplificada hummus.

## Preparación
La receta básica es una mezcla de garbanzos cocidos con tahina, ajo y zumo de limón en proporción variable, aunque una base habitual es: 500 g de garbanzos, una o dos cucharadas soperas de tahina, dos o tres cucharadas soperas de aceite de oliva, un diente de ajo y el zumo de medio limón. Se hace con ello un puré de cierta consistencia, al que se añaden sal y especias como comino, cilantro o alcaravea si se desea. En el momento de servir (frío o tibio), se añade pimentón. En ocasiones, previamente se frotan los garbanzos cocidos dentro de su agua de cocción para que se desprenda la piel, que se retira. El hummus queda entonces más fino.
La fina textura de este puré hace que los cocineros de todo el mundo ofrezcan diversas variantes dependiendo de las costumbres y la sencillez. Es una preparación que se sirve habitualmente expandida en un plato y fría, acompañada de porciones de pan de pita que se emplea como elemento para mojar, o de verduras y hortalizas frescas. Algunas versiones más modernas emplean en lugar de pan pita tortillas chip. La versión crudivegetariana simplemente sustituye los garbanzos cocidos por garbanzos germinados. Es frecuente servir este plato como un desayuno. Otras versiones añaden otros ingredientes, como aguacate o remolacha, para darle un color y un punto de sabor diferente. Es un plato muy empleado en las cocinas vegetarianas y veganas.